# Schweizer Badmintonmeisterschaft 1988
Die Schweizer Badmintonmeisterschaft 1988 fand bereits vom 12. bis zum 13. Dezember 1987 in Uzwil statt. 

## Medaillengewinner
| Disziplin    | Gold                             | Silber                        | Bronze                         |
| ------------ | -------------------------------- | ----------------------------- | ------------------------------ |
| Herreneinzel | Thomas Althaus                   | Pascal Kaul                   | Stephan Dietrich               |
| Herreneinzel | Thomas Althaus                   | Pascal Kaul                   | Hubert Müller                  |
| Dameneinzel  | Liselotte Blumer                 | Doris Gerstenkorn             | Bettina Villars                |
| Dameneinzel  | Liselotte Blumer                 | Doris Gerstenkorn             | Ursula Nyffenegger             |
| Herrendoppel | Yvan Philip Pascal Kaul          | Thomas Müller Werner Riesen   | Hubert Müller Stephan Dietrich |
| Herrendoppel | Yvan Philip Pascal Kaul          | Thomas Müller Werner Riesen   | Thomas Althaus Bruno Fasel     |
| Damendoppel  | Liselotte Blumer Patricia Werner | Nicole Zahno Rita Rotach      | Susy Bär Silvia Lüthi          |
| Damendoppel  | Liselotte Blumer Patricia Werner | Nicole Zahno Rita Rotach      | Maja Baumgartner Karin Hegar   |
| Mixed        | Daniel Hänggi Liselotte Blumer   | Thomas Müller Bettina Villars | Andreas Kropf Eliane Huldi     |
| Mixed        | Daniel Hänggi Liselotte Blumer   | Thomas Müller Bettina Villars | Stephan Dietrich Nicole Zahno  |